# کانی بریتون
 کانی بریتون (انگلیسی: Connie Britton؛ زادهٔ ۶ مارس ۱۹۶۷) یک هنرپیشه اهل ایالات متحده آمریکا است. وی از سال ۱۹۹۵ میلادی تاکنون مشغول فعالیت بوده‌است.
از فیلم‌ها یا برنامه‌های تلویزیونی که وی در آن نقش داشته است می‌توان به کابوس در خیابان الم، افراط آمریکایی، زنان در دردسر، فهرست کارها، سرزمین عادات ثابت و سریال موق «نشویل» که سری ۴ آن اول مهر ۱۳۹۴ پخش میشود، اشاره کرد.